# Penelope Wensley
Penelope (« Penny ») Anne Wensley AC, née le 18 octobre 1946 à Toowoomba au Queensland, est une diplomate et femme politique australienne. Elle est gouverneur du Queensland de 2008 à 2014.

## Biographie
Née à Toowoomba, elle afait ses études à l'université du Queensland où elle obtient une maîtrise en littérature anglaise et française. Elle rejoint le ministère des affaires étrangères australien en 1967, est en poste à Paris de 1969 à 1972, revient en Australie avant d'être affectée au Mexique de 1975 à 1977. Mariée à Stuart McCosker, un vétérinaire, Penny Wensley donne naissance à une fille alors qu'elle est en poste à Mexico.
De 1982 à 1985, elle est en poste à Wellington, en Nouvelle-Zélande puis est consul général à Hong Kong de 1986 à 1988. Elle devient en 1991, chef du département des organisations internationales au ministère des affaires étrangères et du commerce puis est ambassadeur pour l'Environnement de 1992 à 1996. Elle devient ensuite la première femme australienne représentante permanente auprès des Nations unies à New York en 1997. En 2001, elle a ensuite été la première femme australienne nommée haut-commissaire en Inde, un poste qu'elle occupe jusqu'en 2004. De 2005 à 2008, elle est ambassadrice d'Australie en France, et ambassadrice non résidente en Algérie, en Mauritanie et au Maroc.
Le 6 juillet 2008, le Premier ministre du Queensland, Anna Bligh, annonce que la reine Élisabeth II avait approuvé la nomination de Penny Wensley en tant que prochaine gouverneure du Queensland pour succéder à Quentin Bryce qui avait démissionné de son poste avant de prêter serment en tant que gouverneure générale d'Australie. Penelope Wensley prête serment le 29 juillet 2008. Elle est remplacée par Paul de Jersey (en) le 29 juillet 2014.

## Distinctions
En 1994, Wensley reçoit un doctorat honorifique de philosophie de l'université du Queensland. 